# Лон Л. Фуллер
Лон Льюїс Фуллер (1902 — Квітень 8, 1978) — видатний філософ права, автор «Моралі права» (1964). Фуллер протягом тривалого часу був професором права Гарвардського університету, в американському праві він відомий своїм доробком у сфері договірного права. Його дискусія з Г.Л.А. Гартом в Harvard Law Review (Т. 71) була надзвичайно важливою для оформлення сучасних суперечностей між правовим позитивізмом та правовим натуралізмом. Фуллер суттєво вплинув на Рональда Дворкіна, який у той час був студентом юридичного факультету Гарвардського університету.

## Вісім способів виявитися неспроможним законодавцем
1. Брак правового регулювання, що призводить до безсистемного судочинства ad-hoc.
2. Неоприлюднення норм права.
3. Неясність, незрозумілість законодавства.
4. Зворотна дія норм права.
5. Суперечливість правових норм.
6. Вимоги, що є нездійсненними для суб'єкта чи/і правителя.
7. Нестабільність законодавства (наприклад, щоденне внесення змін до законів).
8. Суперечності між застосуванням законів та вимогами самих законів.

Фуллер описує ці проблеми в своїй книзі «Мораль права» на прикладі історії про уявного короля на ймення Рекс, котрий намагався правити як слід, та повсякчас стикався зі згаданими перешкодами. Фуллер стверджує, що право є діяльністю, що полягає у «спробі підкорити поведінку людей правилам». Кожна з восьми згаданих вад формує окремий принцип: уникнення відповідного недоліку при нормотворенні. Якщо бодай один з цих восьми принципів порушено, система регулювання не є правовою. Що ближче система наближається до них, то ближчою вона стає до ідеалу, хоча на практиці повсякчас виникає необхідність компромісів. Ці принципи, зауважує Фуллер, складають «внутрішню мораль права», а їх дотримання веде до в цілому справедливого права — подалі від права поганого. «Внутрішня мораль» права належить до «моралі прагнення» — вимог, дотримання яких не є і не може бути обов'язковим, але яке слугує досягненню ідеалу — на противагу «моралі обов'язку», сукупності мінімальних вимог до діяльності, порушення яких тягне за собою відповідальність. «Зовнішню мораль права» складають, за Фуллером, вимоги справедливості самих норм права по-суті, належності предмета регулювання і т. ін.